# 闪耀幻想曲
《闪耀幻想曲》，是一款集合了芳文社旗下雜誌《Manga Time Kirara》及其關聯雜誌作品人氣角色的RPG遊戲，由Drecom开发运营、Aniplex发行，2017年12月11日上线。
2022年11月4日於官方網站上宣布，將於2023年2月28日結束遊戲營運，游戏系统保留“离线模式”给玩家查看过往游戏数据。

## 游戏内容
《KIRARA FANTASIA》是一款集合了芳文社旗下萌系四格漫画杂志《Manga Time Kirara》及其关联杂志作品人气角色的RPG游戏。游戏的故事发生在虚构的世界“艾特瓦利亚”（エトワリア），任职于神殿的兰普（ランプ）和玛琪（マッチ）为了拯救维持艾特瓦利亚和平的女神“空”（ソラ），与能召唤出「聖典」（即《Manga Time Kirara》的各作品）登场人物的少女琪拉拉（きらら）一起挽救世界危机。
玩家首次登录游戏时，可以免费无限次抽选人物，直到抽选出玩家满意的结果为止，之后进行抽选便需要消耗“星彩石”道具或抽选券。人物稀有度分别从三星到五星不等，五星为最稀有。不同人物拥有不同的职业和属性，人物和武器可通过道具进行强化。战斗系统方面，每个角色本身携带职业技能，在战斗中玩家还可以使用“Kirara技能”（群体或者单体的场外buff）；玩家可调整战斗倍速，也可设置为自动战斗。另外，在非战斗系统方面，每位玩家都有自己的村庄，在战斗之余还需要建设自己的村庄提升改造基础设施。

## 登场人物及作品
除了《Manga Time Kirara》及其关联杂志的登场人物外，游戏中还有一些原创角色，分别为主人公琪拉拉及其同伴、“里娘”、反派人物和被封印的女神“空”。
由于游戏并未推出官方中文版，以下译名仅供参考。

### 原创角色

#### 主要角色
- 琪拉拉（Kirara，配音：楠木灯，角色设计：苍树梅）（青文版漫畫譯名；綺羅羅）

本作的主人公。从小失去双亲，拥有着可以感受到人与人之间的羁绊“pass”（パス）的力量。与兰普、玛琪相遇后，觉醒了召唤魔法“call”（コール）的召唤师。
- 兰普（Lamp，配音：高野麻里佳，角色设计：黑田bb）

離開神殿寻找召唤师的年幼女孩。与边境之村的琪拉拉相遇，踏上了拯救世界的旅途。
- 玛琪（Match，配音：三森铃子，角色设计：黑田bb）

和兰普一起住在神殿的生物，自称是兰普的保卫者。和兰普一同踏上了拯救世界的旅途。

#### 里娘
- 克蕾尔（Clea，配音：和气杏未，角色设计：原悠衣）

在琪拉拉等人的旅途据点“里”帮忙召唤的少女，对召唤所必要的“钥匙”（鍵）进行着管理和维护。
- 柯尔克（Cork，配音：桑原由气）

以“里”作为基地，往返于世界中的旅行商人。
- 波尔卡（Polka，配音：松井惠理子，角色设计：牛木义隆）

在“里”的锻造屋内居住的少女，有着不服输的性格。
- 康娜（Kanna，配音：日笠阳子，角色设计：得能正太郎）

在“里”居住，有着天才气质的建筑家。
- 莱涅（Leine，配音：茅野爱衣，角色设计：川井真琴）

在“里”居住，将武器的使用方法等传授给众人。

#### 女神、反派
- 空（Sola，配音：尤加奈，角色设计：得能正太郎）（青文版漫畫譯名；索拉）

统治艾特瓦利亚的女神。被阿尔希芙封印。
- 阿尔希芙（Archive，配音：泽城美雪，角色设计：季遊月聰子）

本作反派角色。神殿的首席神官。原本为女神“空”的左膀右臂，后来却封印了女神，企图扰乱世界的和平。
- 砂糖（Sugar，配音：井口裕香，角色设计：半澤香織）

阿爾希芙的部下「七賢者」之一。個性單純。鹽的雙胞胎妹妹，狐耳。
- 芝麻（Cesame，配音：赤﨑千夏，角色设计：ねこうめ）

七賢者之一，阿爾希芙的秘書。忠誠心高且對工作的態度誠摯。
- 豆蔻（Cardamom，配音：田村睦心，角色设计：Afro）

七賢者之一。遊走各處的紛爭地區的調停者。對感興趣的事物抱有強大的好奇心。
- 鹽（Salt，配音：田中真奈美，角色设计：半澤香織）

七賢者之一。個性謹慎，擅於謀略。砂糖的雙胞胎姊姊，狸耳。
- 生薑（Ginger，配音：渕上舞，角色设计：カヅホ）

七賢者之一。個性豪邁。言葉之樹底下城市的統治者。
- 茴香（Fennel，配音：五十嵐裕美，角色设计：中山幸）

七賢者之一。阿爾希芙的近衛兵，自稱「守護阿爾希芙的盾」。仰慕著阿爾希芙。
- 薄荷（Hakka，配音：茅原實里，角色设计：篤見唯子）

七賢者之一。寡言且言談古風。擁有操縱「夢幻魔法」的能力。
- 库洛蒙（Kuromon，角色设计：季游月聪子）

被阿尔希芙及其部下所使唤的下级怪物。

#### 謎之少女、Realist（リアリスト）
- 住良木現（配音：前田佳織里，角色设计：千葉鞍）

於第2部登場。突然被召喚到艾特瓦利亞的女高中生，16歲。不曾出現於「聖典」中的謎樣人物，本人亦沒有被召喚前的記憶。抱有嚴重的悲觀思想。
- 梅蒂亞（Media，配音：逢來凜（日语：逢来りん），角色设计：原悠衣）

在由負責抄寫女神描繪的聖典的「書吏」所組成的行會擔任會長。對來自異世界的住良木現抱有很深的興趣。
- 海普莉絲（Highpris，配音：能登麻美子，角色设计：黑田bb）

帶領著Realist與鬱界們，企圖破壞所有聖典與其世界的少女。
- 太陽石（Sunstone，配音：大橋彩香，角色设计：Harikamo）

Realist的幹部，「真實之手」的一人。異名為「右手」。最受海普莉絲信賴的人。
- 雛罌粟（Hinageshi，配音：河野日和，角色设计：Quro）

「真實之手」中最下級的成員。異名為「弓手」。缺乏自信的少女。
- 水仙（Suisen，配音：小泉萌香，角色设计：荒井切利）

「真實之手」的一人，異名為「射手」。持兩把手槍進行戰鬥，對食物相當執著。
- 彼岸花（Licoris，配音：幸村惠理，角色设计：ルッチーフ）

「真實之手」的一人，異名為「左手」。被雛罌粟稱呼為「姐姐大人」。
- 翠蝶花（Lobelia，配音：野中深愛，角色设计：琴慈）

「真實之手」的一人，異名為「妙手」。個性陰沉的策士，渴望成為海普莉絲的「右手」而視太陽石為對手。
- 鈴蘭（Suzuran，配音：加藤英美里，角色设计：鴻巢覺）

「真實之手」的一人，異名為「魔手」。認為世界上最重要的是金錢，追求著報酬行動。
- 金雀花（Enishida，配音：山田麻莉奈，角色设计：濱路晶）

「真實之手」的一人，異名為「歌手」。充滿自信的傲慢少女，擁有可使聽眾產生負面情緒，甚至操作其記憶的歌聲。
- 曼陀羅（Datura，配音：鈴代紗弓，角色设计：うちのまいこ（日语：うちのまいこ））

「真實之手」的一人，異名為「毒手」。全身帶毒而無法與人肢體接觸。容易感到寂寞的少女。
- 鬱界（Utsukai，角色设计：季游月聪子）

自海普莉絲操縱的禁咒「Realife（リアライフ）」抽取出的絕望能量誕生的魔物。

### 《Manga Time Kirara》及其关联杂志登场作品
括号中为原作者。
- 《向阳素描》（苍树梅）[3][10]
- 《YUYU式》（三上小又）[3][11]
- 《A Channel》（黑田bb）[3][12]
- 《黄金拼图》（原悠衣）[3][13]
- 《学园孤岛》（海法纪光原作、千叶鞍作画）[3][14]
- 《斯特拉的魔法》（Cloba·U）[3][15]
- 《NEW GAME!》（得能正太郎）[3][16]
- 《乌菈菈迷路帖》（Harikamo）[3][17]
- 《爱杀宝贝》（Kaduho）[18][19]
- 《樱Trick》（Tachi）
- 《调教咖啡厅》（中山幸）[20]
- 《食梦者玛莉》（牛木义隆）[21]
- 《Slow Start》（笃见唯子）
- 《摇曳露营》（Afro）
- 《花舞少女》（濱弓場雙）[22]
- 《漫畫女孩》（半澤香織）[23]
- 《Anne Happy ♪》（琴慈）
- 《K-ON！輕音部》（kakifly）[24]
- 《遙的接球》（如意自在）[25]
- 《请问您今天要来点兔子吗？》（Koi）[26]
- 《Anima Yell!》（卯花Tsukasa）[27]
- 《三者三葉》（荒井切利）[28]
- 《GA 藝術科美術設計班》（季遊月聰子）[29]
- 《棺材、旅人、怪蝙蝠》（季遊月聰子）[30]
- 《街角魔族》（伊藤出雲（日语：伊藤いづも））[31]
- 《春美領域》（大沖）[32]
- 《戀愛小行星》（Quro）[33]
- 《幸腹塗鴉》（川井真琴）[34]
- 《球詠》（マウンテンプクイチ）[35]
- 《一起一起這裡那裡》（異識）[36]
- 《满溢的水果挞》（濱弓場雙）[37]
- 《倾心一抹笑》（ウロ）[38]
- 《小春日和。》（Nekoume（日语：ねこうめ））[38]
- 《SLOW LOOP-女孩的釣魚慢活-》（内野舞子（日语：うちのまいこ））[39]
- 《RPG不動產》（險持智代（日语：険持ちよ））[40]
- 《孤獨搖滾！》（濱路晶）[41]

### 《Manga Time》合作活動登場作品
- 《房東妹子思春期！》（水瀨瑠瑠羽）[42]
- 《戀愛研究所》（宮原琉璃（日语：宮原るり））[42]
- 《小森同學拒絕不了！》（酷教信徒）[42]

## 历史
- 2017年6月25日，宣布游戏将于2017年配信，并公开了首个宣传PV[43]。
- 2017年8月10日，事前登录开始，至12月8日截止[1]。
- 2017年11月14日，在niconico进行的直播节目中公开了第二部宣传PV，并宣布游戏将于2017年12月上旬上线[44]。
- 2017年12月11日，游戏正式上线。然而由于登录人数过多，服务器在游戏上线之后不久便因难以承受负荷而崩溃，为此官方被迫进行紧急维护[45][46]，直至12月14日上午10:30（日本时间）重新开服[47]。然而重新开服后游戏频现bug，也因此经常出现紧急维护的状况[48]。
- 2017年12月19日，游戏官方在Twitter上声称“由于有大量异常账号导致服务器负荷过大，限制了这些账号后恢复正常”[49]。但实际上，游戏运营方封杀了中国大陆、香港和美国的IP地址，引发上述地区玩家的不满，封杀特定区域IP的做法也没有解决游戏的各种问题[48]。
- 2018年1月15日，游戏官方在Twitter上宣布游戏下载量突破100万[50]。
- 2018年3月20日，游戏上线满100日，于3月19日开始为期11天的优惠及庆祝活动[51]。
- 2018年12月11日，游戏上线满一周年，举办了包含从当天至12月17日开始每日一次免费十连召唤在内的庆祝活动，并追加了主线序章、第一至二章的全语音。
- 2019年1月17日，游戏上线满400日，除追加了主线剧情第一部的最后一章外，亦初次将游戏内的原创角色“兰普”也加入了抽选。
- 2020年9月25日，宣布舉辦與三麗鷗的合作活動，於遊戲中推出穿著三麗鷗角色形象服裝的《Kirara》角色以及有三麗鷗角色參與其中的故事。活動自9月29日舉辦至10月13日。
- 2020年12月10日，追加第2部劇情。
- 2021年5月27日，宣布舉辦與《Manga Time（日语：まんがタイム）》系列作品的合作活動，《房東妹子思春期！》、《戀愛研究所》、《小森同學拒絕不了！》3作品中的角色於遊戲中登場。活動自6月9日舉辦至6月24日[42]。

## 主题曲
主题曲
作词、作曲、编曲：园田智也，演唱：KiraraQuintet
主题曲（第2部）
作词、作曲、编曲：園田健太郎，演唱：KiraraTerzett

## 衍生作品

### 漫画

#### 短篇漫畫
- 《请告诉我！KIRARA FANTASIA》（おしえて！きららファンタジア），作者为有马。[52][53]
- 《我们是库洛蒙调查团》（我らクロモン調査団），作者为kirusu。[54][55]

#### 漫畫化
以遊戲主線劇情為中心的漫畫化作品《閃耀幻想曲》自2019年10月8日起於芳文社電子漫畫網站『COMIC FUZ』開始連載，作畫為鴻巢覺。目前出版單行本3冊。中文版單行本由青文出版社代理發行。
| 卷數 | 芳文社        | 芳文社                 | 青文出版社   | 青文出版社             |
| 卷數 | 發售日期      | ISBN                   | 發售日期     | ISBN                   |
| ---- | ------------- | ---------------------- | ------------ | ---------------------- |
| 1    | 2020年4月3日  | ISBN 978-4-8322-3728-5 | 2021年1月7日 | ISBN 978-986-51-2650-6 |
| 2    | 2021年6月1日  | ISBN 978-4-8322-3831-2 |              |                        |
| 3    | 2021年11月1日 | ISBN 978-4-8322-3868-8 |              |                        |

### 广播节目
从2018年4月13日开始，AbemaTV RADIO Channel开始播放广播节目《楠木灯的Kirara Fantasia广播》，每期广播节目由游戏的主角琪拉拉的声优楠木灯主持，并邀请游戏中登场角色的声优作为嘉宾。於2020年10月2日起更名為《楠木灯的Kirara Fantasia广播 極》，節目更新後除變更播放頻道與時段外，亦在OPENREC.tv上同時進行播放與付費使用者限定的特別節目、重播功能。
楠木灯的Kirara Fantasia广播
| 回數           | 嘉賓                 |
| -------------- | -------------------- |
| 第1回          | 无                   |
| 第2、3回       | 近藤玲奈             |
| 第4回          | 东山奈央             |
| 第5回          | 长绳麻理亚、原田彩枫 |
| 第6、7回       | 西明日香、田中真奈美 |
| 第8、9回       | 赤尾光               |
| 第10、11回     | 和氣杏未             |
| 第12、13回     | 松井惠理子           |
| 第14、15回     | 村川梨衣             |
| 第16、17回     | 日笠陽子             |
| 第18、19回     | 高野麻里佳           |
| 第20、21回     | 宮下早紀             |
| 第22、23回     | 赤崎千夏、鬼頭明里   |
| 第24、25回     | 高野麻里佳           |
| 第26、27回     | 津田美波             |
| 第28、29回     | 小澤亞李             |
| 第30、31回     | 井澤美香子、白石晴香 |
| 第32、33回     | 山田唯菜             |
| 第34、第35回   | 山口愛               |
| 第36回         | 大久保瑠美           |
| 第37、38回     | 高野麻里佳、鬼頭明里 |
| 第39、40回     | 高橋李依             |
| 第41、42回     | 近藤玲奈             |
| 第43、44回     | 日笠陽子、佐藤聰美   |
| 第45、46回     | 桑原由氣             |
| 第47、48回     | 金澤舞               |
| 第49、50回     | 優木加奈             |
| 第51回         | 高野麻里佳、近藤玲奈 |
| 第52回         | 和久井優             |
| 第53、54回     | 金澤舞、井口裕香     |
| 第55、56回     | 佐藤聰美             |
| 第57、58回     | 高田憂希             |
| 第59、60回     | 內山夕實             |
| 第61、62回     | 赤尾光               |
| 第63、64回     | 大和田仁美           |
| 第65、66回     | 木村千咲             |
| 第67、68回     | 赤崎千夏             |
| 第69、70回     | 小澤亞李             |
| 第71、72回     | 田中美海             |
| 第73、74回     | 田中真奈美           |
| 第75、76回     | 鬼頭明里             |
| 第77、78回     | 德井青空             |
| 第79、80回     | 大森日雅             |
| 第81、82回     | 種崎敦美             |
| 第83、84回     | 森永千才             |
| 第85、86回     | 高野麻里佳           |
| 第87、88回     | 金澤舞               |
| 第89、90回     | 福原香織             |
| 第91、92回     | 市之瀨加那           |
| 第93、94回     | 鈴木亞理沙           |
| 第95、96回     | 山村響、吉岡茉祐     |
| 第97、98回     | 大龜明日香           |
| 第99回         | 高野麻里佳           |
| 第100、101回   | 茅野愛衣             |
| 第102、103回   | 高柳知葉             |
| 第104、105回   | 西明日香             |
| 第106、第107回 | 山口愛               |
| 第108、第109回 | 無                   |
| 第110、111回   | 大坪由佳             |
| 第112、113回   | 東山奈央             |
| 第114、115回   | 前田佳織里           |
| 第116、117回   | 前川涼子             |
| 第118、119回   | 伊藤彩沙             |
| 第120、121回   | 大森日雅             |
| 第122、123回   | 金澤舞               |
| 第124、125回   | 井澤美香子           |
| 第126、127回   | 大久保瑠美           |
| 第128、129回   | 長繩麻理亞           |

楠木灯的Kirara Fantasia广播 極
| 回數         | 嘉賓                 |
| ------------ | -------------------- |
| 第1、2回     | 田中真奈美           |
| 第3、4回     | 新田日和             |
| 第5、6回     | 指出毬亞             |
| 第7、8回     | 立花理香             |
| 第9、10回    | 松井惠理子           |
| 第11、12回   | 高橋未奈美           |
| 第13、14回   | 和久井優、前田佳織里 |
| 第15、16回   | 金子有希             |
| 第17、18回   | 井口裕香             |
| 第19、20回   | 山田唯菜             |
| 第21、22回   | 五十嵐裕美           |
| 第23、24回   | 高野麻里佳           |
| 第25、26回   | 白石晴香             |
| 第27、28回   | 優木加奈             |
| 第29、30回   | 日高里菜             |
| 第31、32回   | 西明日香             |
| 第33、34回   | 尾崎由香             |
| 第35、36回   | 沼倉愛美             |
| 第37、38回   | 河野日和             |
| 第39、40回   | 松井惠理子           |
| 第41、42回   | 內山夕實             |
| 第43、44回   | 津田美波             |
| 第45、46回   | 小見川千明           |
| 第47、48回   | 田村睦心             |
| 第49、50回   | 德井青空             |
| 第51、52回   | 日笠陽子             |
| 第53、54回   | 小澤亞李             |
| 第55、56回   | 金澤舞               |
| 第57、58回   | 伊藤加奈惠           |
| 第59、60回   | 野口瑠璃子           |
| 第61、62回   | 尤加奈               |
| 第63、64回   | 赤尾光               |
| 第65、66回   | 長繩麻理亞           |
| 第67、68回   | 逢來凜               |
| 第69、70回   | 久保田梨沙           |
| 第71、72回   | 近藤玲奈             |
| 第73、74回   | 悠木碧               |
| 第75、76回   | 久住琳               |
| 第77、78回   | 白石晴香             |
| 第79、80回   | 茅原實里             |
| 第81、82回   | 松井惠理子           |
| 第83、84回   | 小澤亞李             |
| 第85、86回   | 宮下早紀             |
| 第87、88回   | 井上穗乃花           |
| 第89、90回   | 桑原由氣             |
| 第91、92回   | 赤崎千夏             |
| 第93、94回   | 木野日菜             |
| 第95、96回   | 田村睦心             |
| 第97、98回   | 伊藤彩沙             |
| 第99、100回  | 森永千才             |
| 第101、102回 | 茅野愛衣             |
| 第103、104回 | 山田麻莉奈           |
| 第105回      | 長谷川育美           |